# アエゴセラス・(ベアニセラス)
アエゴセラス・(ベアニセラス)（学名：Aegoceras (Beaniceras)）は、前期ジュラ紀のアンモナイトの亜属で、丸みを帯びた粗い肋を持つ小型のアンモナイトである。殻は進化し、初期の渦は樽状の螺旋状で、後に蛇状になる。
フランス、ドイツ、スペインのジュラ系から化石が産出している。